# Емил Јакоб Шиндлер
Емил Јакоб Шиндлер (Беч, 27. април 1842 — Вестерланд, 9. август 1892) је био аустријски пејзажни сликар. Његова најстарија ћерка била је Алма Малер.

## Одрастање и образовање
Рођен је у породици радника у предионици памука изФишаменда, села јужно од Беча. Његов отац, Јулијус Јакоб Шиндлер (1814–1846), умро је од рака плућа када је Емил имао само четири године. Његова мајка Марија Ана (девојачко Пенц, 1816-1886) га је убрзо потом одвела у Братиславу. Три године касније, 10. фебруара 1849, удала се за потпоручника (касније капетана), Матијаса Едуарда Непалека (1815–1873), који је служио у локалном 2. мађарском пешадијском пуку.
Емил Шиндлер се придружио војсци 1857. године. Напустио је војску и 1860. године уписао Академију лепих уметности у Бечу, где је студирао код Алберта Цимермана. Инспирацију је, међутим, пронашао у холандским мајсторима као што су Мајндерт Хобема и Јакоб ван Ројсдал. Године 1873. путовао је у Венецију и Далмацију о трошку индустријалца Фридриха Франца фон Лајтенбергера (1837–1899). Касније је посетио Француску и Холандију.
У пролеће 1864, са једва двадесет две године, први пут је јавно излагао слике у Бечу. Тада је и продао своју прву слику „Шумска ковачница“ за 350 флорина. Након пресељења, 1867. године успео је да нађе стални дом у бечком округу Ландштрасе. Две године касније преселио се у Виден, где су живели многи уметници, укључујући једног од Шиндлерових миљеника, Ханса Макарта.

### Брак и деца
Емил се 1878. године венчао са Аном Маријом Берген (1857—1938). У августу 1879. године, Ана је родила Алму Маргарету Марију, која ће касније постати позната као Алма Малер. Друга ћерка, Маргарета Јулија (Грета), рођена је годину дана касније. Водила је мање срећан живот и 1942. умрла је у душевној болници у Гросшвајдницу.

### Каснији живот и успеси
Од 1885. године Емил Шиндлер изнајмљује замак Планкенберг, у близини Нојленгбаха, где је провео лета и основао уметничку колонију. Тамо је имао неколико ученика, укључујући Мари Егнер, његову бившу колегиницу Тину Блау, Олгу Висингер-Флориан и Луисе Бегас-Парментиер. Две године касније (1887), добио је налог од Рудолфа, престолонаследника Аустрије, да скицира приморски пејзаж у Далмацији и на острву Крф, у оквиру великог пројекта под називом Аустроугарска монархија у речи и слици. Исте године постао је почасни члан Бечке академије. Године 1888. Минхенска академија је следила овај пример.

### Смрт и постхумне почасти
Шиндлерова смрт се углавном приписује упали слепог црева. Међутим, његова смртовница, објављена у Винер Цајтунгу, наводи да је узрок паралитички илеус. Сахрањен је у порти цркве Обер Санкт Вајт у Хицингу. Аукција његових дела, коју су организовали Карл Мол и трговац уметнинама Митке (1834—1911), донела је нето профит од 80.000 флорина. Године 1895, град Беч му је доделио Почасни гроб у Средишњем бечком гробљу, са надгробном плочом коју је израдио његов пријатељ Едмунд Хелмер, који је такође извајао статуу Шиндлера која стоји у Бечком градском парку. Године 1894, једна улица у округу Веринг добила је његово име.

## Галерија
- "Сцена из Гезојсе региона" (1862)
- "Пристаниште за пароброде преко пута Кајзермулена" (око 1872)
- "Босанске изблеглице у Сплитској катедрали" (1879)
- "Булевар топола код Планкенберга" (око 1890)
- "Дрворед код Шерфлинга" (1890)
- "Поглед на Дубровник" (1890)